# Jungnangcheon
Jungnangcheon (Hangul: 중랑천, Hanja: 中浪川) là một phụ lưu của sông Hán ở Seoul. Nó được tạo ra ở thung lũng núi Doraksan ở Yangju-si, Gyeonggi-do. Cheonggyecheon là một phụ lưu của Jungnangcheon. Toàn bộ lưu vực sông của nó khoảng 299.9 km². Phần lớn suối nằm ở Uijeongbu và Seoul.

## Các hoạt động
Người dân thích chạy bộ và đạp xe gần sông. Đường đi xe đạp liên kết với các đường khác trên cả suối Cheongyecheon và sông Hán gần đó.
Seoul Selection báo cáo rằng có một số khu vực dọc theo dòng suối có thể nhìn thấy hoa cải dầu vào tháng 5.

## Ô nhiễm
Dòng sông chứa một lượng lớn chất ô nhiễm đặc biệt là ô nhiễm liên quan đến chất thải sinh hoạt. Các chuyên gia đã chỉ ra rằng ô nhiễm bắt nguồn từ thượng nguồn của dòng suối. Vào mùa hè năm 2007, hơn 200 con cá đã chết sau một trận mưa lớn. Các chất ô nhiễm dưới đáy sông đã làm ô nhiễm dòng chảy sau một trận bão và người dân đã gọi điện cho các cơ quan quản lý môi trường.
Chính quyền thành phố Uijeongbu đã báo cáo kế hoạch xây dựng các nhà máy xử lý nước thải thân thiện hơn với môi trường.
Bất chấp khả năng nước không sạch, nhiều người vẫn đánh cá ở hạ lưu sông từ Uijeongbu.